# Paradoja de la tolerancia

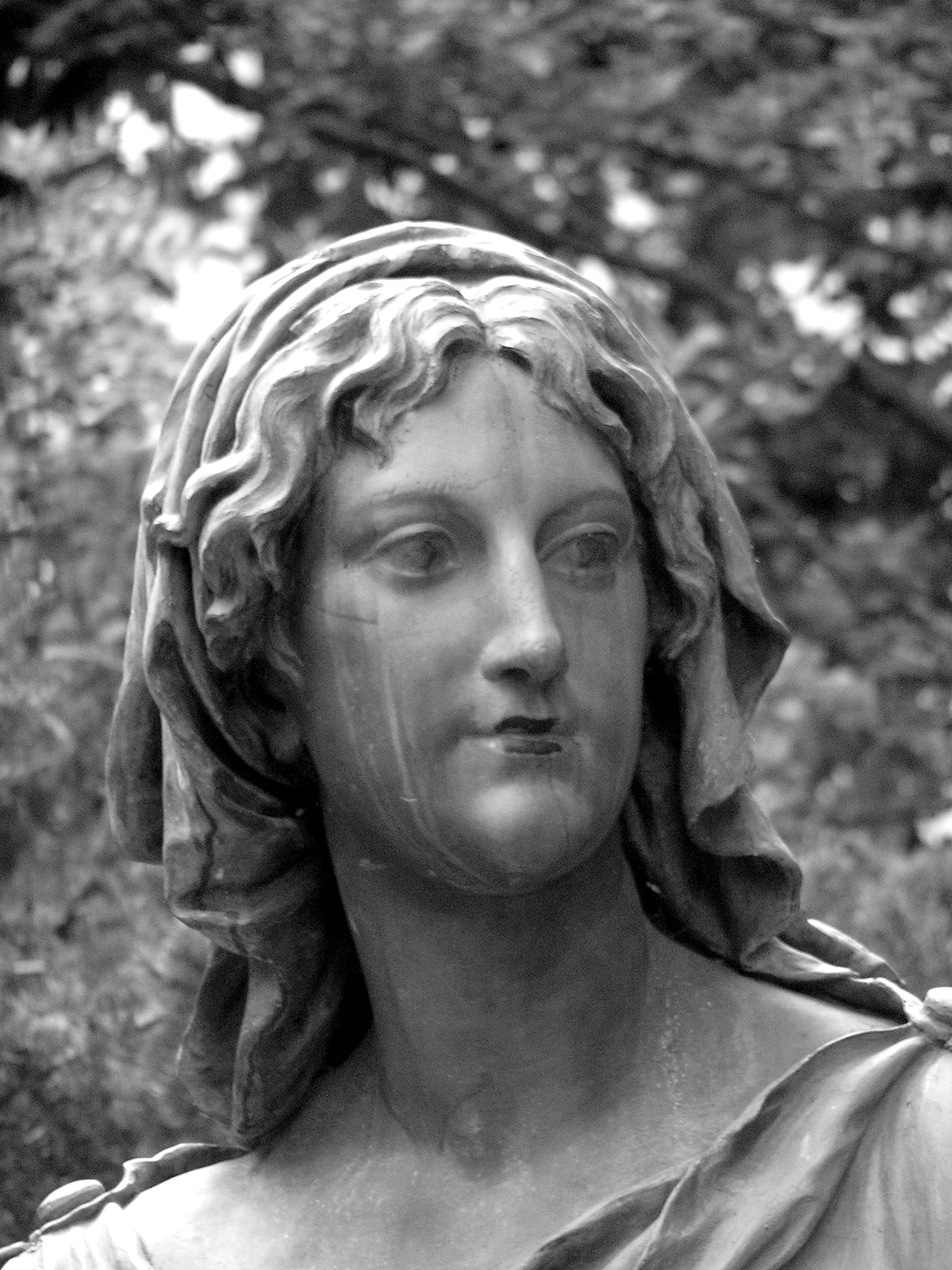
«La personificación de la tolerancia», estatua expuesta en el parque Luzanky. Forma parte de una exposición mayor en honor a José II que fue desmantelada por los nacionalistas checos tras su independencia, por considerarla un símbolo de la cultura alemana

La paradoja de la tolerancia es un concepto filosófico que sugiere que, si una sociedad extiende la tolerancia a quienes son intolerantes, corre el riesgo de permitir el eventual dominio de la intolerancia, socavando así el principio mismo de la tolerancia. Esta paradoja fue articulada por el filósofo Karl Popper en La sociedad abierta y sus enemigos (1945), donde sostenía que una sociedad verdaderamente tolerante debe conservar el derecho a negar la tolerancia a quienes promueven la intolerancia. Popper sostenía que si se permitía la expresión sin control de ideologías intolerantes, éstas podrían explotar los valores de la sociedad abierta para erosionar o destruir la propia tolerancia mediante prácticas autoritarias u opresivas.
La paradoja ha sido ampliamente debatida dentro de la ética y la filosofía política, con diversas opiniones sobre cómo deben responder las sociedades tolerantes a las fuerzas intolerantes. John Rawls, por ejemplo, sostenía que una sociedad justa debería tolerar en general a los intolerantes, reservándose acciones de autopreservación sólo cuando la intolerancia suponga una amenaza concreta para la libertad y la estabilidad. Otros pensadores, como Michael Walzer, han examinado cómo los grupos minoritarios, que pueden tener creencias intolerantes, son sin embargo beneficiarios de la tolerancia dentro de las sociedades pluralistas.
Esta paradoja plantea cuestiones complejas sobre los límites de la libertad, especialmente en lo que respecta a la libertad de expresión y la protección de los valores democráticos liberales. Tiene implicaciones para los debates contemporáneos sobre la gestión de la incitación al odio, el extremismo político y las políticas sociales destinadas a fomentar la inclusividad sin comprometer la integridad de la tolerancia democrática.

## Discusiones
El filósofo Karl Popper definió la paradoja en 1945 en La sociedad abierta y sus enemigos (volumen 1).

Menos conocida es la paradoja de tolerancia: La tolerancia ilimitada debe conducir a la desaparición de la tolerancia. Si extendemos la tolerancia ilimitada aun a aquellos que son intolerantes; si no nos hallamos preparados para defender una sociedad tolerante contra las tropelías de los intolerantes, el resultado será la destrucción de los tolerantes y, junto como ellos, de la tolerancia. Con este planteamiento no queremos significar, por ejemplo, que siempre debamos impedir la expresión de concepciones filosóficas intolerantes; mientras podamos contrarrestarlas mediante argumentos racionales y mantenerlas en jaque ante la opinión pública, su prohibición sería, por cierto, poco prudente. Pero debemos reclamar el derecho de prohibirlas, si es necesario por la fuerza, pues bien puede suceder que no estén destinadas a imponérsenos en el plano de los argumentos racionales, sino que, por el contrario, comiencen por acusar a todo razonamiento; así, pueden prohibir a sus adeptos, por ejemplo, que prestan oídos a los razonamientos racionales, acusándolos de engañosos, y que les enseñan a responder a los argumentos mediante el uso de los puños o las armas. Deberemos reclamar entonces, en nombre de la tolerancia, el derecho a no tolerar a los intolerantes. Deberemos exigir que todo movimiento que predique la intolerancia quede al margen de la ley y que se considere criminal cualquier incitación a la intolerancia y a la persecución, de la misma manera que en el caso de la incitación al homicidio, al secuestro o al tráfico de esclavos.

Tenemos por tanto que reclamar, en el nombre de tolerancia, el derecho a no tolerar la intolerancia.
Karl Popper

En 1971, el filósofo John Rawls concluye en su Teoría de la justicia que una sociedad justa tiene que tolerar al intolerante, o si no, la sociedad podría volverse intolerante, y por ello injusta. Aun así, Rawls también insiste, como Popper, que la sociedad tiene un derecho razonable a la supervivencia, que prima sobre el principio de tolerancia:

Mientras una secta intolerante no sea señalada como intolerante, goza de libertad, la que debe ser restringida solo cuándo los tolerantes, sinceramente y con razón, crean que su propia seguridad y la de las instituciones que garantizan la libertad están en peligro.
John Rawls

En un trabajo de 1997, Michael Walzer preguntó «¿Debemos tolerar al intolerante?». Resalta que la mayoría de los grupos religiosos minoritarios que se benefician con una sociedad tolerante son, ellos mismos, intolerantes, al menos respecto a algunos temas. En un estado de derecho, las personas pertenecientes a esos grupos pueden aprender a tolerar, o al menos a comportarse «como si poseyeran esa virtud».
Thomas Jefferson trató la idea de una sociedad tolerante en su primer discurso inaugural, preocupándose por quienes pueden desestabilizar el país y su unidad:

Dejemos que sus opiniones sean monumentos a la seguridad de que dichas opiniones erróneas pueden ser toleradas, así la razón es libre de combatirlas.

### Tolerancia y libertad de expresión
La paradoja de la tolerancia es importante en la discusión sobre si hay que establecer límites a la libertad de expresión. Popper afirmó que permitir libertad de expresión a aquellos que la utilizarían para eliminarla es una paradoja.
Rosenfeld declara «parece contradictorio extender la libertad de expresión a extremistas que... si triunfan, suprimirían sin dudar las opiniones de aquellos con los que discrepan», y llama la atención a que las democracias europeas occidentales y Estados Unidos tienen aproximaciones opuestas a la cuestión de tolerancia del discurso de odio.

### Homofilia e intolerancia
La relación entre homofilia (una preferencia para interaccionar con aquellos con opiniones similares) y la intolerancia se manifiesta cuando una persona tolerante se enfrenta al dilema de elegir entre establecer una relación positiva con un individuo tolerante perteneciente a un grupo diferente, o establecer una relación positiva con un miembro intolerante de su mismo grupo. En el primer caso, el intolerante perteneciente a su grupo desaprueba la relación establecida con el individuo del otro grupo, generando necesariamente una relación negativa con su par; mientras que en el segundo caso, la relación negativa hacia el individuo del otro grupo es aprobada por el intolerante, lo que promueve una relación positiva entre ambos individuos del mismo grupo.
Este dilema ha sido considerado por Aguiar y Parravano en Tolerando al intolerante: Homofilia, intolerancia y segregación en redes sociales, modelando una comunidad de individuos cuyas relaciones están gobernadas por una forma modificada de la teoría del equilibrio de Heider.